# 3805 Goldreich
3805 Goldreich (1981 DK3) là một tiểu hành tinh vành đai chính được phát hiện ngày 28 tháng 2 năm 1981 bởi Bus, S. J. ở Siding Spring.